# Dioxys pumila
Dioxys pumila är en biart som beskrevs av Carl Eduard Adolph Gerstäcker 1869. Dioxys pumila ingår i släktet Dioxys och familjen buksamlarbin.

## Underarter
Arten delas in i följande underarter:
- D. p. pumila
- D. p. varipes